# Lixophaga alberta
Lixophaga alberta là một loài ruồi trong họ Tachinidae.